# Jaime Rosón
Jaime Rosón García (Zamora, 13 de enero de 1993) es un ciclista español.

## Trayectoria
Debutó como profesional en 2014 con el Team Ecuador. Para la temporada 2016 fichó por el conjunto Caja Rural-Seguros RGA tras haber destacado como amateur con victorias como el Memorial Valenciaga, la Vuelta a Cantabria, Clasificación general de la copa de España sub-23 o el campeonato de España sub-23.
Es uno de los productos de la cantera de ciclistas de la Fundación Provincial Deportiva Víctor Sastre, sita en El Barraco (provincia de Ávila).
En 2016 con el primer equipo del Caja Rural-Seguros RGA hizo una buena Tirreno-Adriático siendo uno de los mejores jóvenes al final de la misma.
En junio de 2018 la UCI le suspendió temporalmente debido a una anomalía en su pasaporte biológico que data de enero de 2017. El ciclista declaró: "Me declaro ajeno al uso de cualquier sustancia o método de dopaje. Me encargaré de defenderme en cualquier lugar para demostrar mi inocencia". En febrero de 2019 fue confirmada la sanción del corredor hasta junio de 2022 y se le retiraron todos los resultados cosechados entre el 19 de enero de 2017 y el 27 de junio de 2018.

## Palmarés
2016
- 1 etapa del Tour de Turquía

## Resultados en Grandes Vueltas
| Carrera | Carrera         | 2014 | 2015 | 2016 | 2017 | 2018 |
| ------- | --------------- | ---- | ---- | ---- | ---- | ---- |
|         | Giro de Italia  | —    | —    | —    | —    | —    |
|         | Tour de Francia | —    | —    | —    | —    | —    |
|         | Vuelta a España | —    | —    | 73.º | 26.º | —    |

—: no participa

Ab.: abandono

## Equipos
- Diputación de Ávila - Smilekers (2012)
- Caja Rural-Seguros RGA amateur (2013)
- Movistar Team Ecuador (2014)
- Caja Rural-Seguros RGA amateur (2014-2015)
- Caja Rural-Seguros RGA (2016-2017)
- Movistar Team (2018)